# NUDT4
NUDT4 (англ. Nudix hydrolase 4) – білок, який кодується однойменним геном, розташованим у людей на короткому плечі 12-ї хромосоми. Довжина поліпептидного ланцюга білка становить 180 амінокислот, а молекулярна маса — 20 306.
| 10         |  | 20         |  | 30         |  | 40         |  | 50         |
| ---------- |  | ---------- |  | ---------- |  | ---------- |  | ---------- |
| MMKFKPNQTR |  | TYDREGFKKR |  | AACLCFRSEQ |  | EDEVLLVSSS |  | RYPDQWIVPG |
| GGMEPEEEPG |  | GAAVREVYEE |  | AGVKGKLGRL |  | LGIFENQDRK |  | HRTYVYVLTV |
| TEILEDWEDS |  | VNIGRKREWF |  | KVEDAIKVLQ |  | CHKPVHAEYL |  | EKLKLGCSPA |
| NGNSTVPSLP |  | DNNALFVTAA |  | QTSGLPSSVR |  |            |  |            |

A: Аланін

C: Цистеїн

D: Аспарагінова кислота

E: Глутамінова кислота

F: Фенілаланін

G: Гліцин

H: Гістидин

I: Ізолейцин

K: Лізин

L: Лейцин

M: Метіонін

N: Аспарагін

P: Пролін

Q: Глутамін

R: Аргінін

S: Серин

T: Треонін

V: Валін

W: Триптофан

Кодований геном білок за функцією належить до гідролаз. 
Задіяний у таких біологічних процесах, як ацетилювання, альтернативний сплайсинг. 
Білок має сайт для зв'язування з іонами металів, іоном магнію, РНК, іоном марганцю. 
Локалізований у цитоплазмі.